# 생산수단
생산수단(生産手段, 독일어: Produktionsmittel)은 경제학과 사회학에서 생산을 위해 투입되는 물질적, 비인간적 요소이다. 기계, 도구, 공장, 인프라, 자연자본 등이 이에 해당한다. 

## 같이 보기
- 자본
- 생산요소
- 정보 혁명
- 국유화
- 생산력
- 재산권
- 사유재산
- 민영화